# 茨木千提寺インターチェンジ
茨木千提寺インターチェンジ（いばらきせんだいじインターチェンジ）は、大阪府茨木市千提寺にある新名神高速道路のインターチェンジである。
茨木千提寺PAを併設しており、当ICへの流出前のPAの利用は上下線とも可能だが、当ICから進入時のPAの利用はできない。

## 歴史
- 2017年（平成29年）
  - 9月1日 - IC名称が「茨木北IC（仮称）」から「茨木千提寺IC」に正式決定[5]。
  - 12月10日 - 高槻JCT/IC - 川西IC間開通に伴い、供用開始[1][2][6]。
- 2022年（令和4年）3月24日 - 当ICアクセス道路として、大阪府道1号茨木摂津線現道と大阪府道46号茨木亀岡線を結ぶ都市計画道路大岩線[注釈 1]延長1.3 kmが開通する[8][9][10]。
- 2023年（令和5年）4月3日 - 料金所がETC専用になる[11]。

## 接続する道路
- 大阪府道1号茨木摂津線[9][10]

## 料金所
- ブース数：5

### 入口
- ブース数：2
  - ETC専用：1
  - ETC/サポート：1

### 出口
- ブース数：3
  - ETC専用：2
  - サポート：1

## 隣
E1A 新名神高速道路
(11)高槻JCT/IC - (12)茨木千提寺IC/PA - (13)箕面とどろみIC